# Kat Borlongan
 (décembre 2021).
Il peut être nécessaire de l'améliorer pour respecter le principe de neutralité de point de vue. 

Katherine Borlongan, dit Kat Borlongan, née le 30 janvier 1983 à Manille (Philippines), est une consultante en innovation et une entrepreneuse française, directrice de la Mission French Tech de 2018 à 2021.

## Biographie
Née aux Philippines, Kat Borlongan grandit et effectue une partie de sa scolarité au Japon. Elle parle tagalog couramment, ainsi que l'anglais, le japonais et le français, qu'elle apprendra une fois installée en France,.
Selon elle, son père est un dissident politique « accusé de sabotage économique » et une menace pesait sur sa famille, l'obligeant à rester à la maison,. Alors, en février 2003, à l'âge de 20 ans, elle quitte les Philippines et s'installe en France. Elle décide d'obtenir un visa d'étude, et, pour cela, apprend le français dans l'année et passe son concours en septembre 2003. Un an plus tard, elle est reçue au concours d'entrée de l'Institut d'études politiques de Bordeaux (Sciences Po Bordeaux). Elle s'y spécialise en affaires publiques. Intéressée par les médias, elle devient assistante de la directrice du bureau local de Reporters Sans Frontières à Montréal. Elle est diplômée de Sciences Po en 2007,, et, à partir de cette année là, remplace la directrice de RSF à Montréal pendant deux ans. Par la suite, elle devient consultante en communication pour l’Organisation de l’aviation civile internationale[réf. nécessaire].
Puis Kat Borlongan reprend ses études et obtient un master en communication à l’Université McGill, tout en menant en parallèle une mission pour l'ONU,.
De retour en France en 2011, Kat Borlongan rejoint le monde des start-up en nouvelles technologies et s'intéresse particulièrement à l'open data. En 2013, elle est l'une des organisatrices de Startup Weekend de Paris. Entre octobre 2014 et septembre 2016, elle fait partie d'une équipe d'experts en marketing produit pour Google,. De novembre 2013 à octobre 2016, elle prend également la direction du bureau parisien de l'Open Data Institute, une fondation qui promeut l'ouverture des données.
Elle cofonde en 2013 le cabinet conseil Five by Five.
En mai 2018, elle est nommée directrice de la Mission French Tech par le secrétaire d’État chargé du numérique, Mounir Mahjoubi,. Cette mission vise à promouvoir le monde des start-up. En 2020, elle crée le programme French Tech Tremplin, afin d'accompagner les personnes qui ne sont pas familières de la culture tech à réaliser des projets de startups. Après trois années, son mandat prend fin en novembre 2021. Le journal Les Echos, qui la classe comme l'une des 8 personnalités de la French Tech ayant marqué l'année 2021, indique qu'elle a reçu à cette occasion de nombreux hommages du milieu des startups ainsi que d'Emmanuel Macron. Selon Les Echos, elle s'est notamment « particulièrement impliquée sur la place de la femme dans la tech ».
À partir de novembre 2021, Kat Borlongan est membre du Conseil européen de l'innovation, organisme qui permet à l'Union européenne de financer des start-up deeptech.
Elle rejoint en décembre 2021 Contentsquare, une licorne française spécialisée dans l'expérience utilisateur sur internet,,,. Elle y reste 18 mois,.
Il officie ensuite en tant que « scout » pour le fonds d'investissement Atomico. Elle a été également membre d'un programme de la Fondation Obama qui accompagne des jeunes leaders.

### Five by Five
En 2013, elle cofonde avec Chloé Bonnet le cabinet conseil Five by Five, qui a pour objectif d'accompagner les entreprises dans leur transformation digitale grâce à l'open innovation. Les deux entrepreneuses font travailler ensemble les startups et les grands comptes. L'entreprise compte notamment parmi ses clients HSBC, Coca-Cola, le groupe La Poste, la Cnil, la mairie de Paris, ou la SNCF.
Elle quitte Five by Five en 2018, lorsqu'elle prend la tête de la mission French Tech. L'agence Five by Five compte à ce moment-là 20 salariés, et réalise un chiffre d'affaires d'1,3 million d'euros.

### Open data
La Tribune décrit Kat Borlongan comme étant spécialisée dans l'exploitation de l’open data, c'est-à-dire le « partage et une meilleure utilisation des données publiques de l’État et des collectivités ». Et à l'époque où elle travaille dans Five by Five, elle commence à collaborer avec l'administration française. Elle conseille durant plusieurs années Etalab, qui coordonne la politique d’ouverture et de partage des données publiques. Elle travaille également comme « experte sur l'économie » auprès du Conseil économique, social et environnemental (CESE) à partir de 2015,.
Elle a par ailleurs été directrice du bureau parisien de l'Open Data Institute entre 2013 et 2016, une fondation lancée par Tim Berners-Lee et Nigel Shadbolt afin de promouvoir l'ouverture des données.

## Engagements citoyens
Après la catastrophe du typhon Haiyan en 2013, le gouvernement philippin est débordé par le nombre de données à traiter. Depuis la France, Kat Borlongan lance un appel sur les réseaux sociaux baptisé « Développeurs versus Typhoon Haiyan ». Environ 1 000 développeurs et codeurs travaillant dans des start up du monde entier répondent à l'appel. Kat Borlongan joint alors le gouvernement philippin, qui accepte cette aide, et pour qui elle devient chef de projet. Un site internet est mis en place pour coordonner les secours, ainsi qu'une interface spécialisée dans le traitement immédiat des appels à l'aide par mail, SMS, ou messages sur les réseaux sociaux. Puis Kat Borlongan s'occupe de créer un site internet pour recueillir des dons. Le site permet aux donateurs de savoir pour quels secours leur argent est réellement utilisé, une transparence utile selon elle, le pays étant « connu pour ses pratiques de corruption, ce qui peut rebuter les donateurs potentiels ». 
De plus, elle est porteuse de projets contre les inégalités sociales. Sa société Five by Five s’est associée avec la Mairie de Paris pour lancer le « Resilient Paris Innovation Fellowship », afin  d’imaginer des solutions face aux dangers du changement climatique ou de l’exclusion sociale[réf. souhaitée].
Depuis 2015, Kat Borlongan siège en qualité de personnalité associée au sein de la section des activités économiques du Conseil économique, social et environnemental.
Elle se bat aujourd'hui pour plus de diversité dans la tech.